# Sarra Chahed
Sarra Chahed, née le 11 juillet 1988 à Berlin, est une nageuse tunisienne.
Elle est la sœur du footballeur Sofian Chahed et la sœur jumelle de Nadia Chahed.

## Palmarès

### Championnats d'Afrique
- Championnats d'Afrique 2006 à Dakar
  -  Médaille d'or du 50 mètres nage libre
  -  Médaille d'argent du 100 mètres nage libre
  -  Médaille d'argent du 4 × 100 mètres nage libre
  -  Médaille de bronze du 4 × 200 mètres nage libre
- Championnats d'Afrique 2008 à Johannesbourg
  -  Médaille d'or du 50 mètres nage libre
  -  Médaille d'or du 50 mètres dos
  -  Médaille d'or du 4 × 100 mètres nage libre
  -  Médaille d'argent du 100 mètres nage libre
  -  Médaille d'argent du 4 × 100 mètres quatre nages

### Jeux africains
- Jeux africains de 2003 à Abuja
  -  Médaille de bronze du 100 mètres dos
- Jeux africains de 2007 à Alger
  -  Médaille de bronze du 50 mètres nage libre
  -  Médaille de bronze du 4 × 100 mètres nage libre

### Jeux panarabes
- Jeux panarabes de 2007 au Caire
  -  Médaille d'or du 100 mètres nage libre
  -  Médaille d'or du 4 × 100 mètres nage libre
  -  Médaille d'or du 4 × 200 mètres nage libre
  -  Médaille d'or du 4 × 100 mètres quatre nages
  -  Médaille d'argent du 50 mètres nage libre
  -  Médaille d'argent du 200 mètres nage libre